# .465 Holland & Holland Magnum
El .465 Holland & Holland Magnum, abreviado .465 H&H Mag, es un cartucho moderno de gran calibre introducido por la firma inglesa Holland & Holland en el año 2003, junto con el .400 Holland & Holland Magnum. 
El diseño del .465 H&H Magnum se basa en un proyectil de.468 pulgadas, cuyo casquillo deriva de una modificación del .378 Weatherby Magnum, al que se le amplió el diámetro del cuello y se le rebajó el hombro.

## Información general
Holland & Holland empezó recibir peticiones de clientes potenciales para desarrollar un cartucho que proporcionara una performance superior al .375 H&H Magnum. 
Russell Wilkins, director de Holland & Holland se encargó de conducir el proyecto que culminó en el diseño del .400 H&H Magnum y del .465 H&H Magnum, siendo el objetivo desarrollar un proyectil que generase una energía de 6,000 libra.pie (8,100 J) en la boca del cañón; para lograr esto, Holland & Holland escogió el casquillo del .460 Weatherby Magnum como punto de partida en su diseño.
Esto .465 H&H Magnum no es similar al famoso 500/465 Nitro Express, también diseñado por Holland & Holland décadas atrás para ser usado con rifles dobles en la India. Tanto el .500/465 Nitro Express como .465 H&H Magnum están diseñados para despedir un proyectil de 480 granos (31 g)  calibre .468 (11.89 mm). 
Si bien el nuevo cartucho es capaz de ser cargado a presiones bastante altas, Holland & Holland escogió cargar el cartucho a una presión moderada de alrededor 47,000 psi (3,200 bar). La presión moderada del cartucho asegura fiabilidad y seguridad en los climas tropicales donde el cartucho sería aprovechado.  Además, el diseño del casquillo está concebido para asegurar una alimentación lisa y una extracción fiable.
El .465 H&H Magnum es un cartucho excelente para la caza mayor de todo tipo de especies peligrosas africanas, incluyendo los cinco grandes. Su trayectoria es similar a la del .375 Holland & Holland Magnum.
La munición para el .465 H&H Magnum está siendo fabricada por Wolfgang Romey para Holland & Hollanda.

## Especificaciones
Tanto el cartucho como la recámara del .465 H&H Belted Magnum fueron estandarizados por CIP el 19-9-2006.
El diseño del casquillo del .465 H&H Magnum está basado en el .460 Weatherby Magnum, el que a su vez se basa en el casquillo del .378 Weatherby Magnum, el que a su vez se diseño usando el casquillo de .416 Rigby, al que Weatherby le incluyó un cinturón y le dio el característico doble radio de hombros. Holland & Holland lando rebajó el hombro, aumentando el cuello y modificándole el diámetro para permitir alojar un proyectil calibre .465 (11.65 mm).